# This is. Me
『This is. Me』（ディス・イズ・ミー）はFivestaのヴォーカリスト、jyA-Meのソロメジャー・デビュー後の3枚目のオリジナル・アルバム。2014年1月15日にVenus-B/キングレコードからDVD付初回限定盤と通常盤の2形態で発売された。

## 概要
- 村山晋一郎、AILI、UTAら数多のプロデューサーを迎え制作された。
- 収録曲「嫌いにさせてよ… feat. SHUN」（short ver）のミュージック・ビデオがYouTubeで公開され、回想シーンの元恋人役を演じた写真家の今井洋介と共演したことが話題となった。今井とはファッション・ブランドの仕事を通じて知り合ったとしており、このMV公開後に放送されたフジテレビ系『テラスハウス』でも共演していたが[5][6][7][8][9][10]、彼の急死後に彼と婚約していたことを明かしている[11]。この曲のUSEN週間ランキングにて J-POP部門、総合部門で1位、iTunesR&Bランキングにて1位を獲得している[12]。

## 収録曲

### DISC 1 (CD)
1. Crazy About You[03:49]
作詞：jyA-Me
作曲：UTA、jyA-Me
2. 嫌いにさせてよ… feat.SHUN[05:43]
作詞：jyA-Me、SHUN
作曲：村山晋一郎、jyA-Me
3. MABOROSHI[05:49]
作詞：jyA-Me
作曲：SHOW
4. This is Me ～interlude～[01:31]
作曲：AIR-D
5. Power Of Music[05:03]
作詞：jyA-Me
作曲：jyA-Me、DJ GEORGIA
6. 間違いだらけのLove story[05:02]
作詞：jyA-Me
作曲：WolfJunk、Miss-art
7. Scream[05:14]
作詞：jyA-Me
作曲：jyA-Me、AILI
8. Brand New Day[05:28]
作詞：jyA-Me
作曲：村山晋一郎
9. HEAVEN[03:58]
作詞・作曲：jyA-Me
10. Love.ママ[04:59]
作詞・作曲：jyA-Me

### DISC 2 (DVD)
1. 嫌いにさせてよ… feat.SHUN (MUSIC CLIPS)
2. Crazy About You (MUSIC CLIPS)
3. Love me ～もう泣かないから～ feat.CLIFF EDGE (MUSIC CLIPS)
4. Are you ready!? (MUSIC CLIPS)
5. White Sweet Love feat.CLIFF EDGE (MUSIC CLIPS)
6. あの頃に… Once again (MUSIC CLIPS)
7. PASSWORD (MUSIC CLIPS)
8. 今を抱きしめて with 吉田栄作 (MUSIC CLIPS)